# Hannibal (villa)
Hannibal es una villa ubicada en el condado de  Oswego en el estado estadounidense de Nueva York. En el año 2000 tenía una población de 542 habitantes y una densidad poblacional de 184 personas por km².

## Geografía
Hannibal se encuentra ubicada en las coordenadas 43°14′11″N 75°52′58″O / 43.23639, -75.88278.

## Demografía
Según la Oficina del Censo en 2000 los ingresos medios por hogar en la localidad eran de $33,333, y los ingresos medios por familia eran $50,556. Los hombres tenían unos ingresos medios de $32,292 frente a los $20,875 para las mujeres. La renta per cápita para la localidad era de $16,345. Alrededor del 13% de la población estaban por debajo del umbral de pobreza.